# Wandsworth (Gefängnis)

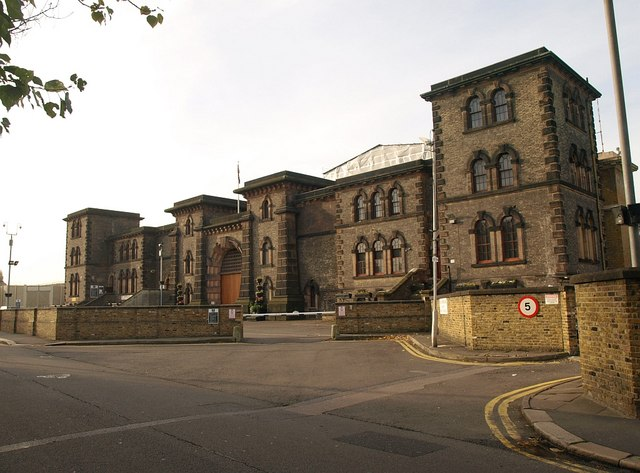

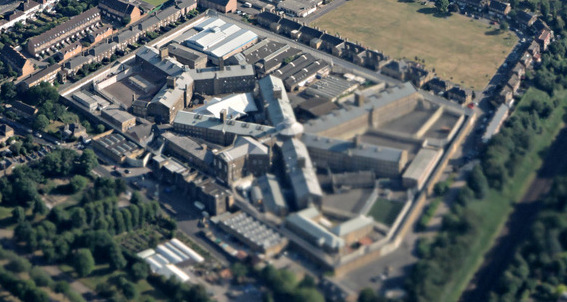
Luftbild des Gefängnisses Wandsworth

Seiner Majestät Gefängnis Wandsworth (engl. H. M. Prison Wandsworth) im Südlondoner Stadtbezirk London Borough of Wandsworth ist mit einer Kapazität von 1416 Strafgefangenen nach der Liverpooler Strafanstalt das zweitgrößte Gefängnis Großbritanniens. Es wird vom staatlichen Gefängnisdienst verwaltet.

## Beschreibung
Das zunächst als Surrey House of Correction bezeichnete Gefängnis wurde im November 1851 eröffnet. Das Gebäude wurde nach dem Prinzip des Panoptikum entworfen, bei dem alle Korridore auf einen zentralen Kontrollpunkt zulaufen. Das Gefängnis besteht aus zwei Gebäudekomplexen. Im Heathfield Centre, dem Hauptgefängnis, sind die Gefangenen in fünf Flügeln mit je vier Stockwerken untergebracht. Der kleinere Komplex namens Onslow Centre besteht aus drei Flügeln und verfügt über eine Kapazität von 330 Gefangenen. Dort sitzen zumeist Sexualstraftäter in der sogenannten Vulnerable prisoners unit.
Zwischen 1878 und 1961 wurden dort 135 zum Tode Verurteilte hingerichtet. Unter anderem wurden in Wandsworth die folgenden Personen gehängt:
- John Amery – britischer Faschist, 1945 hingerichtet
- Derek Bentley – 1953 irrtümlich wegen des Mordes an einem Polizisten hingerichtet, 1993 postum begnadigt. 1998 wurde das Urteil aufgehoben
- George Chapman – mehrfacher Giftmörder und Ripper-Verdächtiger, 1903 hingerichtet
- John George Haigh – als „Säurebadmörder“ bekannter Serienmörder, 1949 hingerichtet
- William Joyce – alias „Lord Haw-Haw“, britischer Faschist, 1946 hingerichtet
- Karel Richard Richter – sudetendeutscher Spion, 1941 hingerichtet

Die letzte Hinrichtung in Wandsworth wurde am 8. September 1961 durchgeführt, als der verurteilte Doppelmörder Hendrick Neimasz vom Henker Harry Allen gehängt wurde.
Dem britischen Postzugräuber Ronald Biggs gelang 1965 zusammen mit drei anderen Gefangenen die Flucht aus Wandsworth.
Wandsworth behielt als einziges Gefängnis in Großbritannien auch nach der Abschaffung der Todesstrafe für kriminelle Delikte einen funktionsfähigen Galgen. Erst nachdem Großbritannien und Nordirland im Oktober 1998 die Todesstrafe auch im Militärbereich abschafften, wurde er demontiert. Der ehemalige Hinrichtungsraum dient seitdem als Speiseraum für die Angestellten.
Auch Julian Assange stand hier bereits unter Arrest, und im Jahr 2022 verbrachte der ehemalige Tennisprofi Boris Becker dort zunächst seine Gefängnisstrafe.